# James Cronin

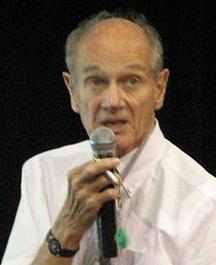
James Cronin (2006)

James Watson Cronin (* 29. September 1931 in Chicago, Illinois; † 25. August 2016 in Saint Paul, Minnesota) war ein US-amerikanischer Physiker und Nobelpreisträger. Er erhielt den Nobelpreis 1980 mit Val Fitch für die Entdeckung der CP-Verletzung.

## Leben
Cronin schloss 1951 seine Studien an der Southern Methodist University ab und ging für die weitere Ausbildung an die University of Chicago, wo er 1955 promovierte. Er arbeitete anschließend am Brookhaven National Laboratory. 1958 bis 1971 war er an der Universität Princeton und wurde dann Professor an der University of Chicago.
Cronin arbeitete zum Zerfall von Hyperonen und zur Erzeugung von Myonen. Er bestimmte den totalen Wirkungsquerschnitt der Pion-Proton-Streuung und vervollkommnete die Funkenkammer, die er als erster Physiker zum Nachweis von Teilchen durch Photographieren der Funkenspuren nutzte.
Gegenstand aktueller Forschung in der Teilchenphysik ist der Cronin-Effekt. Er beschreibt eine Modifikation der Proton-Streuung (allgemeiner von Hadronen) an Kernen gegenüber dem, was man erwarten würde, wenn man den Kern als Menge unabhängiger Nukleonen betrachtet und wird verursacht durch die Streuung der Quarks des Protons (der Hadronen) an denen der Kerne. Der Effekt wurde Ende der 1970er Jahre entdeckt und äußert sich in einer Anhäufung im Spektrum der gestreuten Teilchen bei mittleren transversalen Impulsen (ab 1 bis 2 GeV bei Protonen) mit einer entsprechenden Abschwächung bei niedrigeren transversalen Impulsen.
Cronin erhielt 1980 zusammen mit Val Fitch den Physik-Nobelpreis „für die Entdeckung von Verletzungen fundamentaler Symmetrieprinzipien im Zerfall von neutralen K-Mesonen“, das heißt der Entdeckung der CP-Verletzung, veröffentlicht 1964 (mit zusätzlich James H. Christenson und René Turlay). Das Experiment dazu wurde 1964 am Brookhaven National Laboratory ausgeführt.
1982, während eines Sabbaticals am CERN, leitete er ein kleines Team, um die beste direkte Messung der Lebensdauer des π0 durchzuführen.
Später beschäftigte er sich mit der Erforschung kosmischer Strahlung im Pierre-Auger-Observatorium.
1962 wurde er Sloan Research Fellow und 1963 Fellow der American Physical Society. Seit 1967 war er Mitglied der American Academy of Arts and Sciences, seit 1970 der National Academy of Sciences und seit 1999 der American Philosophical Society. 2003 wurde er als auswärtiges Mitglied in die Russische Akademie der Wissenschaften und 2007 in die Royal Society aufgenommen.